# Communauté de communes du Chardon Lorrain
La communauté de communes du Chardon Lorrain (CCCL) est une ancienne communauté de communes française, située dans le département de Meurthe-et-Moselle en région Grand Est.

## Histoire
Cette communauté de communes résulte de la fusion, le 1er janvier 2011, de deux communautés de communes adjacentes : la communauté de communes des Trois Vallées (créée en 1998) et la communauté de communes du Mad à l'Yron (créée en 2001). La CCCL regroupe alors 37 communes.
Le 1er janvier 2012, les communes de Prény et de Vilcey-sur-Trey intègrent la communauté de communes portant celle-ci à 39 communes,.
Le 1er janvier 2017, elle fusionne avec la communauté de communes du Val de Moselle pour former la communauté de communes Mad et Moselle.

## Composition
La communauté de communes est composée des 39 communes suivantes :
| Nom                            | Code Insee | Gentilé          | Superficie (km2) | Population (dernière pop. légale) | Densité (hab./km2) |
| ------------------------------ | ---------- | ---------------- | ---------------- | --------------------------------- | ------------------ |
| Thiaucourt-Regniéville (siège) | 54518      | Thiaucourtois    | 19,01            | 1 217 (2014)                      | 64                 |
| Arnaville                      | 54022      | Arnavillois      | 5,22             | 588 (2014)                        | 113                |
| Bayonville-sur-Mad             | 54055      |                  | 9,39             | 312 (2014)                        | 33                 |
| Beaumont                       | 54057      | Sambumontais     | 3,11             | 67 (2014)                         | 22                 |
| Bernécourt                     | 54063      | Bernécourtois    | 9,38             | 186 (2014)                        | 20                 |
| Bouillonville                  | 54087      | Bouillonvillois  | 5,32             | 141 (2014)                        | 27                 |
| Chambley-Bussières             | 54112      | Chambleysiens    | 19,25            | 669 (2014)                        | 35                 |
| Charey                         | 54119      | Chareysiens      | 9,31             | 77 (2014)                         | 8,3                |
| Dampvitoux                     | 54153      |                  | 9,19             | 61 (2014)                         | 6,6                |
| Dommartin-la-Chaussée          | 54166      |                  | 2,71             | 36 (2014)                         | 13                 |
| Essey-et-Maizerais             | 54182      | Acaciens         | 13,02            | 398 (2014)                        | 31                 |
| Euvezin                        | 54187      | Euvezinois       | 11,28            | 95 (2014)                         | 8,4                |
| Fey-en-Haye                    | 54193      | Hêtretains       | 7,05             | 76 (2014)                         | 11                 |
| Flirey                         | 54200      | Flirotins        | 15,77            | 153 (2014)                        | 9,7                |
| Hagéville                      | 54244      |                  | 8,94             | 115 (2014)                        | 13                 |
| Hannonville-Suzémont           | 54249      |                  | 8,68             | 268 (2014)                        | 31                 |
| Jaulny                         | 54275      | Jaulnois         | 8,25             | 224 (2014)                        | 27                 |
| Limey-Remenauville             | 54316      | Liméens          | 18,33            | 261 (2014)                        | 14                 |
| Lironville                     | 54317      | Lironvillois     | 8,99             | 126 (2014)                        | 14                 |
| Mamey                          | 54340      | Les Sourelles    | 7,56             | 343 (2014)                        | 45                 |
| Mandres-aux-Quatre-Tours       | 54343      |                  | 10,24            | 175 (2014)                        | 17                 |
| Mars-la-Tour                   | 54353      | Malatouriens     | 12,64            | 966 (2014)                        | 76                 |
| Onville                        | 54410      | Onvillois        | 9,27             | 544 (2014)                        | 59                 |
| Pannes                         | 54416      | Pounats          | 8,37             | 167 (2014)                        | 20                 |
| Prény                          | 54435      |                  | 15,09            | 366 (2014)                        | 24                 |
| Puxieux                        | 54441      |                  | 5,67             | 256 (2014)                        | 45                 |
| Rembercourt-sur-Mad            | 54453      | Rembercourtois   | 5,04             | 164 (2014)                        | 33                 |
| Saint-Baussant                 | 54470      |                  | 8,92             | 75 (2014)                         | 8,4                |
| Saint-Julien-lès-Gorze         | 54477      |                  | 10,38            | 169 (2014)                        | 16                 |
| Seicheprey                     | 54499      |                  | 8,35             | 114 (2014)                        | 14                 |
| Sponville                      | 54511      | Sponvillois      | 7,20             | 122 (2014)                        | 17                 |
| Tronville                      | 54535      | Tronvillois      | 7,00             | 208 (2014)                        | 30                 |
| Vandelainville                 | 54544      | Vandelainvillois | 1,36             | 134 (2014)                        | 99                 |
| Viéville-en-Haye               | 54564      | Viévillois       | 8,54             | 154 (2014)                        | 18                 |
| Vilcey-sur-Trey                | 54566      |                  | 13,17            | 156 (2014)                        | 12                 |
| Villecey-sur-Mad               | 54570      | Villecelois      | 7,41             | 323 (2014)                        | 44                 |
| Waville                        | 54593      | Wavillois        | 11,43            | 430 (2014)                        | 38                 |
| Xammes                         | 54594      | Xammois          | 8,16             | 142 (2014)                        | 17                 |
| Xonville                       | 54599      | Xonvillois       | 7,27             | 135 (2014)                        | 19                 |

## Administration
Le conseil communautaire est composé de 56 délégués, dont 6 vice-présidents.
| Période      | Période       | Identité        | Étiquette | Qualité                           |
| ------------ | ------------- | --------------- | --------- | --------------------------------- |
| janvier 2011 | décembre 2016 | Olivier Jacquin | PS        | 1er adjoint de Limey-Remenauville |